# Российско-саудовские отношения
Российско-саудовские отношения — двусторонние дипломатические отношения между Россией и Саудовской Аравией. СССР стал первым государством, признавшим Саудовскую Аравию и установивший с королевством двусторонние отношения в 1926 году. 
В 1938 году советская дипломатическая миссия в Саудовской Аравии была закрыта, а двусторонние отношения фактически были прерваны до 1991 года. В дальнейшем Саудовская Аравия поддерживала США в их политике против социалистического лагеря. Со своей стороны власти СССР запрещали своим гражданам (до 1990 года) совершать паломничество в Саудовскую Аравию, что уменьшало доходы королевства. 
В 1991 году отношения между СССР и Саудовской Аравией были восстановлены, а после распада Советского Союза королевство признало Россию его правопреемником.

## История

### Присутствие Российской империи на Аравийском полуострове
Интерес России к Аравии в XIX веке был вызван расширением территории Российской империи, включение в неё Средней Азии со значительным мусульманским населением. В результате, значительная часть российских подданных совершала паломничество (хадж) в Мекку, которая в тот период принадлежала Турции. Мекка в то время была довольно грязным городом, где из-за недостаточного санитарного контроля свирепствовали заразные болезни; только в июле 1893 года в городе умерли около 3 тыс. паломников. Для избежания заноса в Россию и другие европейские страны инфекций в Стамбуле под контролем держав был создан Высший международный санитарный совет. Для защиты российских паломников в 1891 году в Джидде, находившейся под турецким контролем, заработало консульство Российской империи. Первым российским консулом в Джидде стал Шагимардан Ибрагимов, ранее служивший в Туркестане. Однако он умер от холеры летом 1891 года и его сменил новый консул Левицкий. Консульство должно было следить за тем, чтобы местные власти не нарушали прав российских паломников. Например, в 1893 году Левицкий вернул на родину в Коканд 10-летнего сына умершего в Мекке паломника. Кроме того, консульство в Джидде служило депозитарием, куда паломники из России сдавали на хранение свои деньги, а в случае смерти владельцев, пересылало их наследникам. Численность паломников из России постоянно возрастала, особенно после строительства железных дорог в Средней Азии. Консульство в Джидде проработало до 1914 года, когда его деятельность была прервана Первой мировой войной, в ходе которой Османская империя выступила против России.

### Советско-саудовские отношения

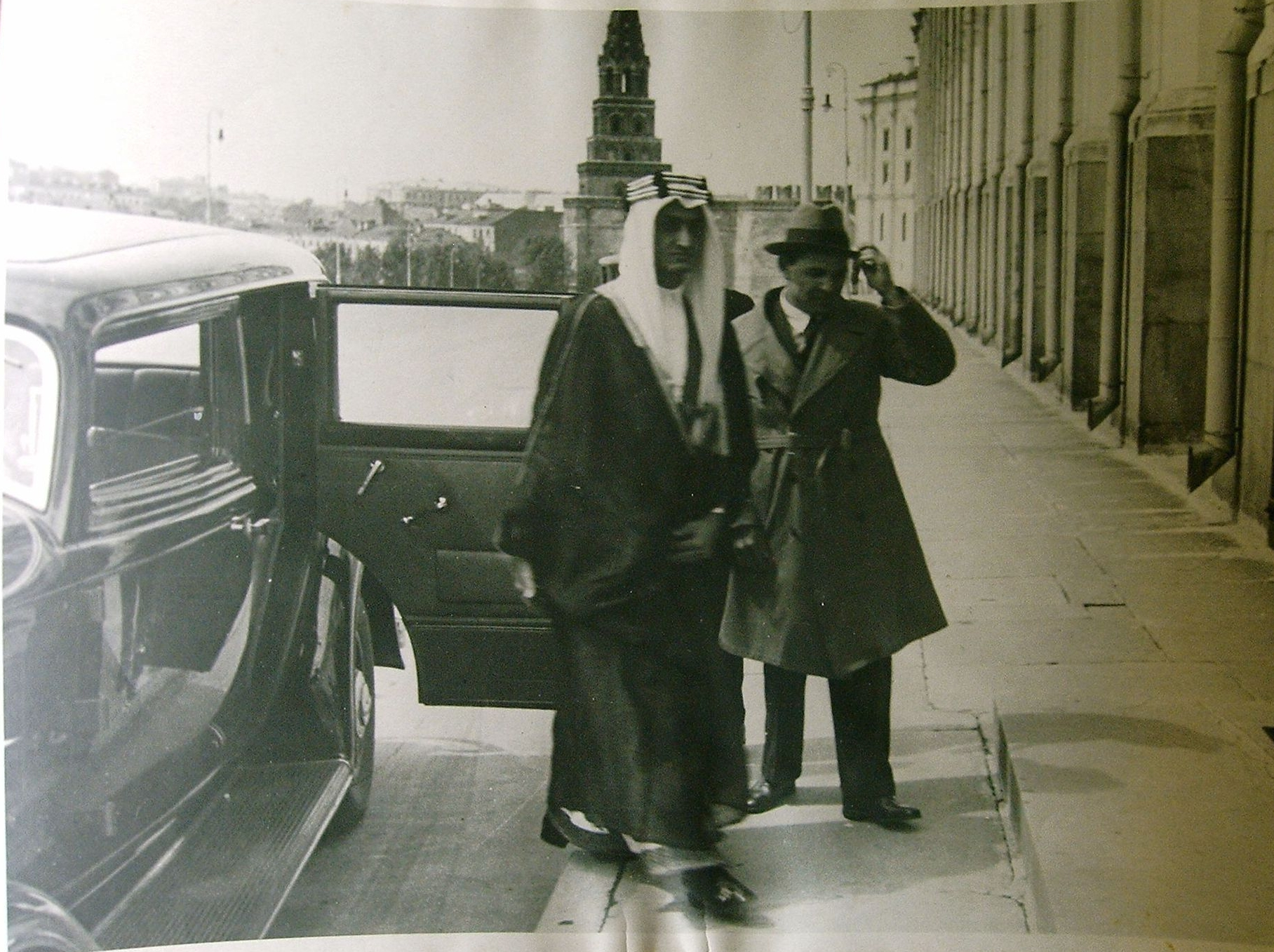
Советский дипломат Карим Хакимов сопровождает будущего короля Саудовской Аравии Фейсала ибн Абдул Азиза Аль-Сауда. Москва, Кремль, 1932 год

Советская Россия озаботилась установлением отношений с аравийскими государствами сразу после окончания гражданской войны. В декабре 1922 года на Лозаннской конференции советский представитель Георгий Чичерин встретился с представителем Хиджаза Х. Лутфуллой. В 1924 году в Хиджазе было открыто советское консульство, первым главой которого стал Карим Хакимов. Уже осенью 1924 года Хакимов завязал тайную переписку с ибн Саудом. СССР стал первым государством, признавшим независимое саудовское государство — Королевство Хиджаз, Неджд и присоединённые территории (с 1932 года — Королевство Саудовская Аравия — КСА) и установившей с ним 19 февраля 1926 года дипломатические отношения. 
В мае — июне 1932 года состоялся официальный визит в СССР Министра иностранных дел КСА наследного принца Фейсала ибн Абдул-Азиза Аль-Сауда (король Саудовской Аравии в 1964—1975 годах).
В 1938 году, в связи со сложным внутри- и внешнеполитическим положением СССР, сокращением численности сотрудников загранучреждений НКИДа и выходом на первый план вопросов обеспечения безопасности в Европе, а также сменой внешнеполитических ориентиров Саудовской Аравии, советская дипмиссия в Джидде была закрыта, а дипломатические отношения де-факто прерваны. Но реальной же причиной разрыва дипломатических отношений стали репрессии и последующий расстрел двух первых дипломатических представителей Советов — Карима Хакимова (возглавлял миссию в Саудовской Аравии с 1924 по 1928 год и с 1935 по 1937 год) и Назира Тюрякулова (с 1928 по 1935 год). За время их пребывания послами король проявлял к ним теплые отношения и подобный исход потряс короля Абдул-Азиза.
В декабре 1982 года, по инициативе саудовской стороны, через Лондон были установлены контакты по актуальным международным и региональным проблемам, и в первую очередь по арабо-израильскому урегулированию.
Власти СССР запрещали своим гражданам совершать хадж. Только в 1990 году первые 750 советских паломников были отправлены в Саудовскую Аравию, причем это мероприятие освещалось в советских СМИ.
В связи с резким обострением военно-политической обстановки в районе Персидского залива (Вторжение Ирака в Кувейт), Москву в сентябре и ноябре 1990 года с рабочими визитами посетил Министр иностранных дел КСА Сауд ибн Фейсал. В ходе его визита была достигнута договоренность о полной нормализации дипломатических отношений и возобновлении деятельности диппредставительств: Посольство РФ в Эр-Рияде функционирует с мая 1991 года, Генеральное консульство в Джидде — с апреля 1991 года. Посольство КСА в Москве было открыто в декабре 1991 года.

### Постсоветский период
30 декабря 1991 года Саудовская Аравия заявила о признании Российской Федерации в качестве правопреемницы СССР. В ноябре 1994 года в рамках поездки по странам Совета сотрудничества арабских государств Персидского залива состоялся визит в Эр-Рияд Председателя Правительства России В. Черномырдина.

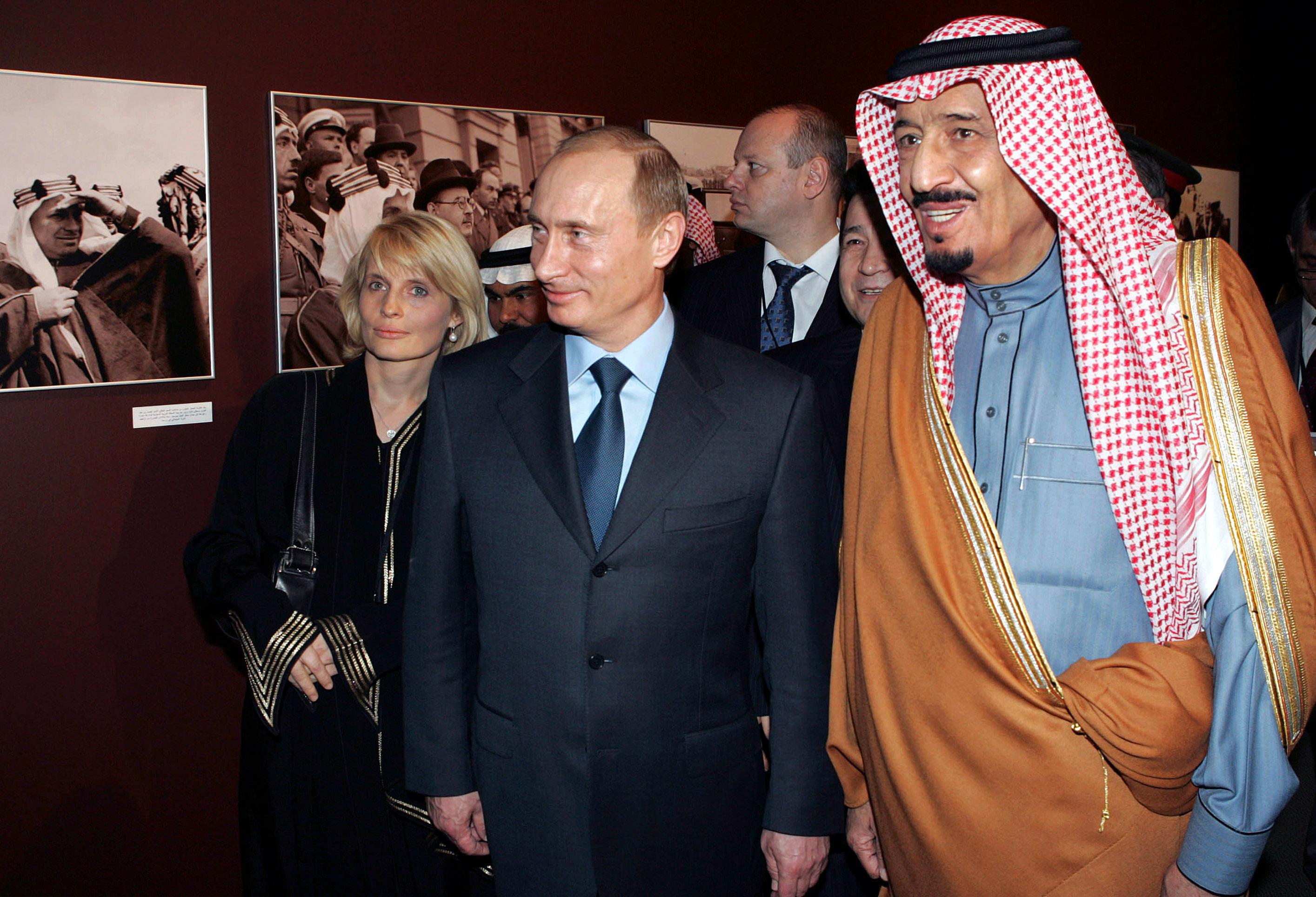
Владимир Путин и принц Салман ибн Абдул-Азиз, февраль 2007 года

В сентябре 2003 года Москву с официальным визитом посетил наследный принц (впоследствии, король с 2005 года по 2015 год) Саудовской Аравии Абдалла ибн Абдул-Азиз Аль Сауд, в ходе которого состоялись его переговоры с Президентом России В. Путиным.

В феврале 2007 года состоялся официальный визит Путина в Саудовскую Аравию.

В ноябре 2007 года Москву посетил Наследный принц, Министр обороны и авиации и Генеральный инспектор Вооруженных сил КСА Султан ибн Абдул-Азиз Аль Сауд.
Регулярно проводятся двусторонние политические консультации по внешнеполитической проблематике на уровне заместителей министров иностранных дел, директоров департаментов МИДа (последний раунд консультаций состоялся в Эр-Рияде в феврале 2011 года с участием специального представителя Президента России по Ближнему Востоку, заместителя министра иностранных дел А. В. Салтанова).
Поддерживается практика обмена посланиями между руководителями парламентов двух стран.
В октябре 2017 года Россию впервые посетил король Саудовской Аравии (Салман ибн Абдул-Азиз Аль Сауд).
Саудовская Аравия не поддержала[когда?] инициативу США увеличить добычу нефти, чтобы сдерживать мировые цены. В то же время, по информации The Wall Street Journal, Саудовская Аравия стала намного ближе к России, чем когда бы то ни было.

## Экономическое сотрудничество
В 1991 году Саудовская Аравия предоставила СССР кредит в размере 250 млн долл. По достигнутой договоренности, его погашение российской стороной осуществляется в рамках соглашений Российской Федерации с Лондонским клубом.
В связи с решением Правительства КСА о сокращении с 2008 года собственного производства пшеницы (см. Сельское хозяйство Саудовской Аравии), а с 2016 года — полном отказе от её производства, Минсельхоз России и заинтересованные российские компании прорабатывают возможности увеличения поставок российского зерна в КСА и привлечения саудовских инвестиций в российский агропромышленный комплекс. 
13 декабря 2012 года в пресс-центре агентства «Интерфакс» состоялась совместная пресс-конференция Группы компаний САХО, президент Национального союза зернопроизводителей П. В. Скурихин, руководитель департамента корпоративных финансов ИФК «МЕТРОПОЛЬ» С. А. Солоусов, председатель Совета Директоров Najd Investments его Высочество Принц Абдулмохсин Аль Сауд и Генеральный директор Najd Тара Рамс. Мероприятие закончилось торжественным подписанием контракта о создании совместного предприятия SAHO-MENA (Medal East & North Africa); оно создано для поставок в КСА российской зерновой продукции в объеме до 4 млн тонн в год.
В декабре 2008 года Эр-Рияд посетили представители Банка России и пяти российских коммерческих банков во главе с первым заместителем Председателя Банка России А. В. Улюкаевым. 

Внешэкономбанк взаимодействует с Саудовским фондом развития, в рамках Меморандума о взаимопонимании и сотрудничестве, подписанного в Эр-Рияде в феврале 2007 года.
В 2010 году удалось преодолеть спад во взаимной торговле, наметившийся в 2008—2009 годах вследствие мирового финансового кризиса.
В июне 2010 года в ходе Петербургского международного экономического форума делегация Саудовской Аравии во главе с руководителем Генерального инвестиционного агентства КСА А. ад-Даббагом провела ряд встреч с российскими официальными лицами и бизнесменами.
В мае — июне 2011 года состоялась серия визитов в Москву, Петербург, Казань и Уфу представительных делегаций саудовских предпринимателей во главе с Председателем Совета ТПП Саудовской Аравии С. Камелем и бывшим руководителем этой структуры У. аль-Курди.
Свои проекты в КСА реализуют следующие российские компании: ОАО «Лукойл Оверсиз», ОАО «Стройтрансгаз», ЗАО «Глобалстрой — Инжиниринг», АО Группа компаний «ЕВРАКОР» (SAUDI EURACORE Co.), ООО «ФармЭко».
11-12 февраля 2015 года состоялся официальный визит делегации ПАО «Газпром» во главе с Председателем Совета директоров, Специальным представителем Президента РФ по взаимодействию с Форумом стран — экспортеров газа В. А. Зубковым. В рамках визита состоялись переговоры с Министром топлива и минеральных ресурсов КСА А. Нуэйми.
25 февраля 2015 года делегация АНО «Института экономической безопасности» по приглашению принца Турки ибн Мухаммеда ибн Нассера ибн Абдул-Азиза Аль-Сауда посетила Первый Джазанский экономический форум. На полях форума состоялись переговоры с Председателем Совета директоров компании Сауди Арамко Халедом А. Аль-Фалехом.
5 мая 2015 года в Эр-Рияде подписано соглашение между АНО «Институт экономической безопасности» и государственным куратором строительства Jazan Economic City, руководителем международных сношений Министерства коммерции и промышленности КСА, Его королевским высочеством принцем Турки ибн Мухаммедом ибн Нассером ибн Абдул-Азизом Аль-Саудом.
Основные статьи российского экспорта (в первом полугодии 2011 года) — недрагоценные металлы и изделия из них, машины, оборудование, транспортные средства и инструменты (в 2010 году — также сельскохозяйственная продукция). К 2022 году Саудовская Аравия вошла в топ-10 импортеров российской агропродукции, став стратегическим партнером. Поставки агропродукции из РФ за 9 месяцев 2022 года выросли на 50 % и в денежном выражении составили порядка 720 млн долларов, экспорт продукции российского АПК к концу года может превысить 1 млрд долларов. В основе этого экспорта — пшеница, её поставки увеличились в 3 раза и достигли 1 млн тонн. Потенциал для роста есть у ячменя, кукурузы, мяса птицы, говядины, сыров и молочной продукции, кондитерских изделий. 

Основные статьи импорта — продукция химической промышленности (см. промышленность Саудовской Аравии), продовольственные товары и сельскохозяйственное сырье.

## Научно-техническое сотрудничество
Развивается сотрудничество в космической сфере. За период с сентября 2000 года российскими носителями выведены на космическую орбиту 14 саудовских спутников связи и дистанционного зондирования Земли. С 2008 года Роскосмос и МИД России ведут с саудовской стороной работу по формированию соответствующей договорно-правовой базы, в частности по проектам соглашений: о сотрудничестве в области исследования и использования космического пространства в мирных целях, о развитии и совместном использовании ГЛОНАСС.
С целью налаживания прямых контактов и определения перспективных направлений сотрудничества с заинтересованными организациями Саудовской Аравии в ноябре 2011 года в Эр-Рияде по линии Роскосмоса была проведена российско-саудовская научно-практическая конференция с представителями российских организаций ракетно-космической промышленности.
В сфере энергетики осуществляется обмен визитами на министерском уровне. В 2001 и 2003 годах Москву посетил Министр топлива и минеральных ресурсов КСА А. Нуэйми. В КСА с визитами побывали Министр энергетики России И. Х. Юсуфов (2003), Руководитель Федерального агентства по энергетике С. А. Оганесян (2005).
С октября 2002 года функционирует Совместная межправительственная Российско-Саудовская комиссия по торгово-экономическому и научно-техническому сотрудничеству (МПК). В мае 2005 года в Эр-Рияде состоялось её второе заседание, третье — в июне 2010 года в Петербурге.
С 2002 года в рамках Российско-Арабского Делового Совета (РАДС) функционирует Российско-Саудовский Деловой Совет (РСДС). Председатель российской части В. П. Евтушенков, саудовской — бывший руководитель ТПП Саудовской Аравии У. аль-Курди; последнее заседание состоялось в Марокко в мае 2011 года.

РСДС совместно с ТПП России на регулярной основе организует мероприятия с целью укрепления контактов между деловыми кругами двух стран: в октябре 2009 года в Джидде была проведена 2-я российская межрегиональная выставка «Россия и Королевство Саудовская Аравия» и деловой форум, в июне 2010 года в Москве состоялась 2-я выставка РАДС «Арабия—ЭКСПО», в которой приняли участие и саудовские компании, в марте 2011 года в Джидде была проведена 3-я российская межрегиональная выставка «Неделя российского бизнеса в Саудовской Аравии» и деловой форум, в которых приняли участие свыше 70 представителей крупных российских компаний, а также делегация Республики Башкортостан во главе с Президентом Р. З. Хамитовым.

## Военно-техническое сотрудничество
Саудовская Аравия пока что полностью ориентирована на США с точки зрения подготовки и технического оснащения своих вооруженных сил и, в этой связи, замена одного элемента в системе вооружений на российский или китайский станет большой проблемой, так как новое оружие не будет сочетаться со старым. Однако страны усилили работу по расширению военно-технического сотрудничества — саудовцы ищут новых партнеров в связи с угрозами Вашингтона пересмотреть отношения с Саудовской Аравии, в том числе в военном аспекте (так, в октябре 2022 президент США Джо Байден заявил о принятии мер в отношении Саудовской Аравии после решения ОПЕК+ о сокращении добычи нефти, в Конгрессе раздавались голоса об отзыве из страны американского контингента и вооружений).
5 апреля 2023 года, впервые за 10 лет, боевой корабль Военно-морского флота России зашел в порт Саудовской Аравии. Фрегат ВМФ РФ «Адмирал Горшков», вооруженный гиперзвуковыми ракетами «Циркон»  и морской танкер «Кама» пополнили запасы топлива, воды и продовольствия в порту Джидды.

## Гуманитарный аспект
В рамках подписанного 2 сентября 2003 года Меморандума о взаимопонимании установлены прямые связи между Российской академией наук, крупнейшим саудовским научно-техническим центром Университетом им. короля Абд-аль-Азиза, а также Информационно-исследовательским центром при МИД КСА и Институтом астрономии и геофизических исследований Саудовской Аравии. Наиболее активно научное сотрудничество осуществляется по линии Института астрономии РАН, Института востоковедения РАН и Международного института теории прогноза землетрясений и математической геофизики.
Посольство Саудовской Аравии в Москве через Совет муфтиев России оказывает финансовое содействие развитию мусульманского образования (религиозных школ) в Татарстане и других субъектах Федерации.
В 2004 году в Россию впервые для обучения на бюджетной основе была направлена первая группа саудовских студентов. На 2010/2011 учебный год было выделено шесть стипендий за счет средств федерального бюджета, саудовской стороной использована одна.
В феврале 2007 года в Эр-Рияде подписано Соглашение о сотрудничестве между «РИА Новости» и Саудовским информационным агентством.
В марте 2009 года российская делегация во главе с Министром культуры России А. А. Авдеевым приняла участие в национальном фестивале культурного наследия Саудовской Аравии «Дженадерийя-2009». Выступление российских артистов и наша экспозиция пользовались большим интересом у посетителей выставки.
В марте 2010 года Минкультуры России передало на согласование саудовской стороне проект Программы сотрудничества в области культуры на 2011—2013 годы. В апреле 2011 года Татарстан посетил заместитель Министра культуры КСА А. Салама для участия в церемонии открытия библиотеки им. короля Абдаллы ибн Абдул-Азиза Аль-Сауда при Российском исламском университете.
В мае — сентябре 2011 года в Государственном Эрмитаже прошла Саудовская археологическая выставка «Дороги Аравии», на которой были представлены уникальные экспонаты, занесенные в список всемирного наследия ЮНЕСКО, которую посетили более 60 тыс. человек. В открытии выставки принимали участие Министр культуры России А. А. Авдеев и Председатель Комитета по туризму и древностям Саудовской Аравии принц С. Аль-Сауд.
Активно развиваются связи по линии мусульманских организаций. С 2002 года функционирует российская хадж-миссия (представляет Совет по хаджу при Комиссии по вопросам религиозных объединений при Правительстве России), оказывающая содействие российским паломникам. Координацию такой работы осуществляет уполномоченный совета по хаджу, заместитель Председателя Совета Федерации И. М-С. Умаханов. Ежегодно мусульманские святыни в Мекке и Медине посещает более 20 тыс. паломников из России.
В июне 2008 года КСА посетила делегация Совета муфтиев России (СМР) во главе с председателем СМР Равилем Гайнутдином для участия в международной конференции на тему «Глобальные вызовы и проблемы современности» под патронажем Короля Саудовской Аравии в целях подготовки Мадридского форума межконфессионального диалога, проводимого в рамках инициативы Саудовского монарха по укреплению доверия между мировыми конфессиями.
В октябре 2008 года в Джидде прошло четвертое заседание группы стратегического видения «Россия — исламский мир». Его участникам были направлены приветственные послания от Президента России и Короля Саудовской Аравии. Российскую делегацию возглавлял Президент Татарстана М. Ш. Шаймиев. На форуме была поддержана инициативы короля Абдаллы и российской идеи о создании под эгидой ООН Консультативного совета религий, которая была выдвинута в ходе 62-й сессии ГА ООН (2007) с целью активизации межрелигиозного общения, сохранения традиций в эпоху глобализации, борьбы с диффамацией религий, ксенофобией и нетерпимостью.
В мае 2009 года заместитель Министра иностранных дел, директор Филиала МИД КСА в Мекканском округе Мухаммед бен Ахмед ат-Таййиб принял участие в работе IX-х Международных Лихачевских научных чтений «Диалог культур и партнерство цивилизаций» в Петербурге.

## Двусторонние соглашения
Между Россией и Саудовской Аравией действуют следующие двусторонние документы:
- Генеральное соглашение между Правительством Российской Федерации и Правительством Королевства Саудовская Аравия (20 ноября 1994 года).
- Протокол о двусторонних консультациях между Министерством иностранных дел Российской Федерации и Министерством иностранных дел Саудовской Аравии (29 марта 1999 года).
- Меморандум о взаимопонимании в области спорта между Государственным комитетом Российской Федерации по физической культуре и спорту и Главным управлением по делам молодежи КСА (2 сентября 2003 года).
- Конвенция между Правительством Российской Федерации и Правительством Королевства Саудовская Аравия об избежании двойного налогообложения доходов и капитала (11 февраля 2007 года).
- Соглашение между Правительством Российской Федерации и Правительством Королевства Саудовская Аравия о воздушном сообщении (11 февраля 2007 года).
- Меморандум о взаимопонимании по сотрудничеству в области культуры между Федеральным агентством по культуре и кинематографии и Министерством культуры и информации КСА (11 февраля 2007 года).
- Меморандум о взаимопонимании по сотрудничеству в области стандартизации, метрологии и оценки соответствия между Росстандартом и Организацией по стандартам Саудовской Аравии (6 июля 2011 года).

## Сирийская проблема

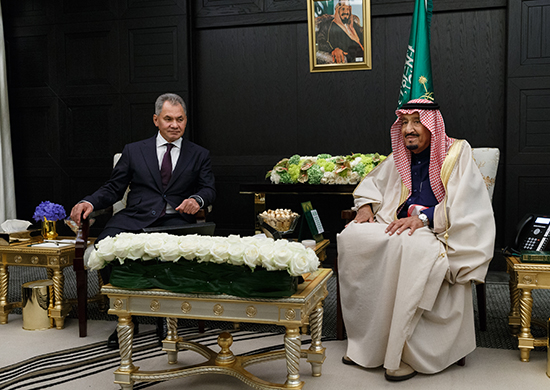
Встреча Короля Саудовской Аравии Салмана ибн Абдул-Азиза Аль Сауда с Министром обороны РФ Сергеем Шойгу.
Москва, 5 октября 2017 года

Гражданская война в Сирии с 2011 года серьезно осложнила отношения. Саудовская Аравия признала Коалицию оппозиционных сил Сирии легитимной силой, представляющей народ Сирии и выступила главным спонсором войны против действующего правительства Башара Асада. Россия определила гражданский конфликт как внутреннее дело Сирии и последовательно препятствовала осуществлению международной военной интервенции, фактически поддерживая действующий режим поставками вооружений сирийской армии и отправкой российских боевых кораблей в зону конфликта..
31 июня 2013 года Владимир Путин принял находящегося в Москве с визитом принца Саудовской Аравии, секретаря Совета Безопасности, главу общей разведки Саудовской Аравии Бандара ибн Султана. Обсуждался широкий круг вопросов двусторонних отношений, обстановка на Ближнем Востоке и в Северной Африке.
Ряд СМИ утверждают, что за пересмотр своей позиции по Сирии России были предложены крупные контракты на поставку вооружений и кооперация на энергетических рынках, а также было предложено «гарантировать» безопасность Олимпийских игр 2014 года в Сочи:

Я могу гарантировать вам безопасность зимней олимпиады в следующем году. Чеченские группы, угрожающие безопасности игр, находятся под нашим контролем"Оригинальный текст (англ.)
I can give you a guarantee to protect the Winter Olympics next year. The Chechen groups that threaten the security of the games are controlled by us
— 

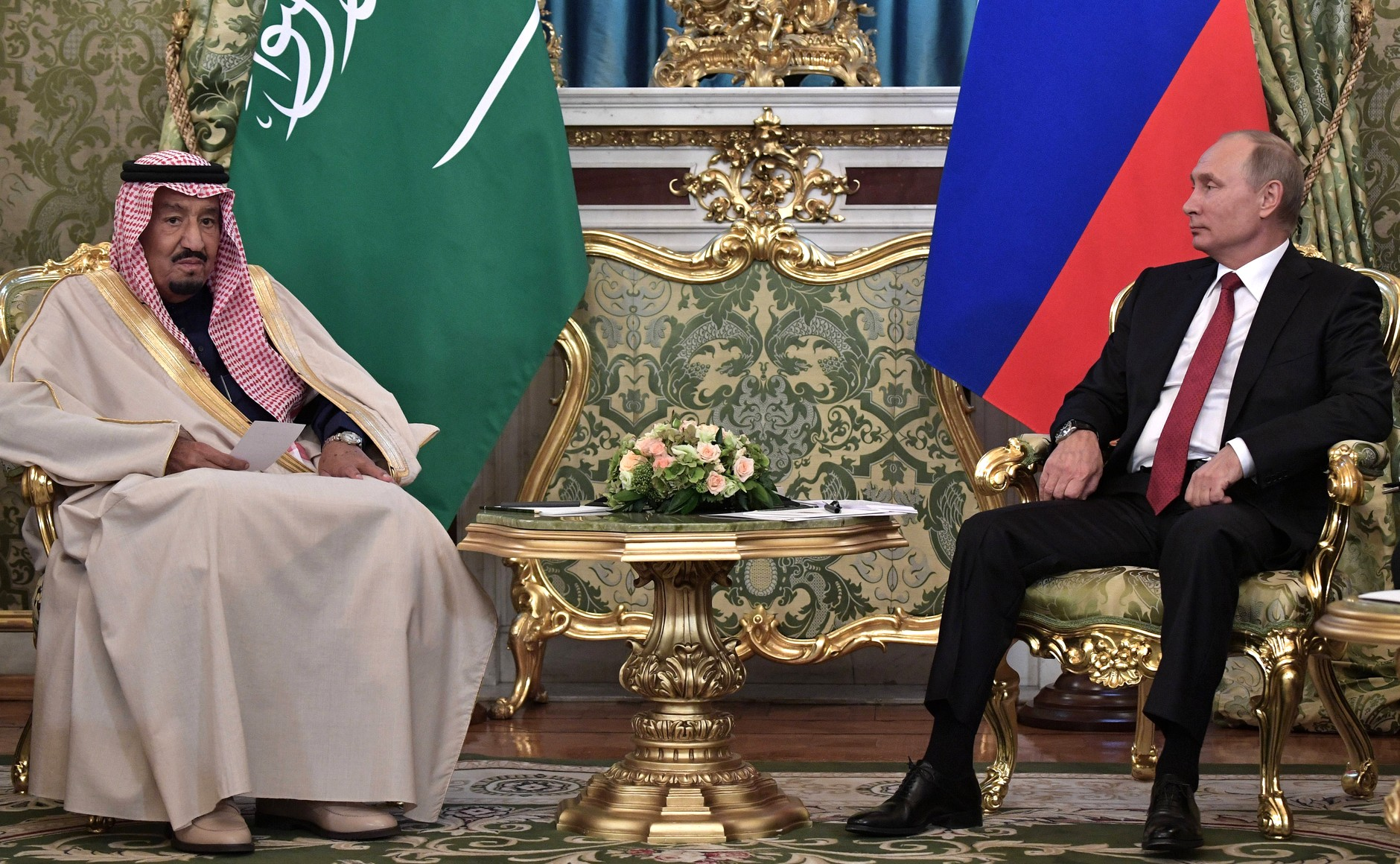
Президент России Владимир Путин с королём Саудовской Аравии Салманом ибн Абдул-Азизом Аль Саудом.
Москва, Кремль, 5 октября 2017 года

10 ноября состоялся телефонный разговор Владимира Путина с королём Саудовской Аравии Абдаллой ибн Абдул-Азизом Аль Саудом. В ходе разговора основное внимание уделено проблематике урегулирования конфликта в Сирии, а также ситуации вокруг иранской ядерной программы. Выражена обоюдная заинтересованность в дальнейшем сотрудничестве и поддержании контактов на различных уровнях по актуальным вопросам международной повестки дня. Разговор состоялся по инициативе российской стороны.
3 декабря Владимир Путин принял в загородной резиденции Ново-Огарёво принца Саудовской Аравии, генерального секретаря Совета национальной безопасности, директора Службы общей разведки Саудовской Аравии Бандара ибн Султана. Обсуждалась ситуация на Ближнем Востоке и в Северной Африке. В частности, была отмечена позитивная динамика в рамках международных усилий по урегулированию проблемы иранского ядерного досье. Кроме того, состоялся детальный обмен мнениями по положению дел вокруг Сирии, в том числе в контексте подготовки конференции «Женева-2».
29 декабря в Волгограде был совершен двойной террористический акт, после которого в СМИ развернулась широкая дискуссия о возможной причастности саудовских спецслужб.

## Послы
- Список послов Саудовской Аравии в России
- Список послов СССР и России в Саудовской Аравии